# Cefa
Cefa (Cséffa en hongrois, Tscheppensdorf en allemand) est une commune roumaine du județ de Bihor, en Transylvanie, dans la région historique de la Crișana et dans la région de développement Nord-Ouest.

## Géographie
La commune de Cefa est située dans le sud-ouest du județ, à la frontière avec la Hongrie, dans la plaine de Salonta, à 15 km au nord de Salonta et à 24 km au sud-ouest d'Oradea, le chef-lieu du județ.
La municipalité est composée des trois villages suivants, nom hongrois, (population en 2002) :
- Ateaș, Atyás (221) ;
- Cefa, Cséffa (1 272), siège de la commune ;
- Inand, Inánd (880).

## Histoire
La première mention écrite du village de Cefa date de 1421 sous son nom hongrois de Cséffa.
La commune, qui appartenait au royaume de Hongrie, en a donc suivi l'histoire.
Après le compromis de 1867 entre Autrichiens et Hongrois de l'empire d'Autriche, la principauté de Transylvanie disparaît et, en 1876, le royaume de Hongrie est partagé en comitats. Cefa intègre le comitat de Bihar (Bihar vármegye).
À la fin de la Première Guerre mondiale, l'Empire austro-hongrois disparaît et la commune rejoint la Grande Roumanie au traité de Trianon.
En 1940, à la suite du deuxième arbitrage de Vienne, elle est annexée par la Hongrie jusqu'en 1944. Elle réintègre la Roumanie après la Seconde Guerre mondiale au traité de Paris en 1947.
Jusqu'en 2004, la commune comptait 8 villages, mais, à cette date, les trois villages de Berechiu, Roit et Sânnicolau Român s'en sont séparés pour former la nouvelle commune de Sânnicolau Român et les deux villages de Bicaci et Gepiu ont formé la commune de Gepiu.

## Politique
| Période                                  | Période  | Identité         | Étiquette     | Qualité |
| ---------------------------------------- | -------- | ---------------- | ------------- | ------- |
| Les données manquantes sont à compléter. |          |                  |               |         |
|                                          | 2012     | Ioan Sorin Roman | PSD           |         |
| 2012                                     | En cours | Dumitru Bărnău   | PDL, puis PNL |         |

| Parti | Parti                        | Sièges |
| ----- | ---------------------------- | ------ |
|       | Parti social-démocrate (PSD) | 4      |
|       | Parti national libéral (PNL) | 7      |

## Religions
En 2002, la composition religieuse de la commune était la suivante :
- Chrétiens orthodoxes, 84,60 % ;
- Catholiques romains, 5,11 % ;
- Baptistes, 4,95 % ;
- Pentecôtistes, 2,59 % ;
- Réformés, 1,57 % ;
- Grecs-Catholiques, 0,48 % ;
- Adventistes du septième jour, 0,44 %.

## Démographie
Jusqu'en 2002, les statistiques démographiques incluent la population des villages qui se sont séparés de la commune de Cefa depuis cette date.
En 1910, à l'époque austro-hongroise, la commune comptait 8 190 Roumains (79,90 %), 1 507 Hongrois (14,70 %) et 489 Slovaques (4,77 %).
En 1930, on dénombrait 9 590 Roumains (86,58 %), 684 Hongrois (6,18 %), 567 Slovaques (5,12 %)), 181 Roms (0,42 %) et 36 Juifs (0,33 %).
En 1956, après la Seconde Guerre mondiale, 9 778 Roumains (90,76 %) côtoyaient 898 Hongrois (8,34 %), 45 Tsiganes (0,42 %), 38 Slovaques (0,32 %) et 10 Juifs (0,09 %).
En 2002, la commune comptait 5 208 Roumains (81,96 %), 673 Roms (10,59 %), 415 Hongrois (6,53 %), 42 Slovaques (0,66 %) et 11 Ukrainiens (0,17 %). On comptait à cette date 805 ménages.
| 1880  | 1890  | 1900  | 1910   | 1920   | 1930   | 1941   | 1956   | 1966  |
| ----- | ----- | ----- | ------ | ------ | ------ | ------ | ------ | ----- |
| 7 259 | 7 865 | 8 959 | 10 250 | 10 618 | 11 076 | 11 210 | 10 773 | 9 828 |

| 1977  | 1992  | 2002  | 2007  | - | - | - | - | - |
| ----- | ----- | ----- | ----- | - | - | - | - | - |
| 8 113 | 6 208 | 6 354 | 2 383 | - | - | - | - | - |

## Économie
L'économie de la commune repose sur l'agriculture et la pisciculture.

## Communications

### Routes
Le village de Cefa est situé sur la route régionale DJ797 qui rejoint Berechiu et Sânnicolau Român au nord et Inand et la DN79 Oradea-Salonta au sud-est.

### Voies ferrées
La commune est desservie par la ligne Arad-Oradea des Chemins de fer roumains.

## Lieux et monuments
- Cefa, réserve naturelle parcul natural Cefa, zone humide ;
- Cefa, église orthodoxe datant de 1883[6] ;
- Ateaș, église orthodoxe datant de 1913[6] ;
- Inand, église orthodoxe des Sts Archanges, datant de 1820, classée monument historique[6].